# Giải thưởng Điện ảnh châu Âu
Giải Phim châu Âu là một giải do Viện Hàn lâm Phim châu Âu (European Film Academy) trao hàng năm cho các thành tựu trong ngành điện ảnh châu Âu. Giải gồm trên 10 thể loại, trong đó quan trọng nhất là giải "Phim hay nhất năm" (Film of the year). Ban đầu giải mang tên "Giải Felix", nay đổi thành "Giải Phim châu Âu".
Từ khi thành lập năm 1988, Giải rất được ưa chuộng; tuy nhiên uy tín và tầm quan trọng của giải đã bị giảm sút trong giữa thập niên 1990. Từ đầu thế kỷ 21, giải đã lấy lại được phần nào uy tín.
Cho tới năm 2005, thông qua Internet, công chúng cũng tham gia vào việc bầu chọn trong các giải gọi là "Giải công chúng bầu chọn"
Thành phố chủ nhà của Giải này trong các năm lẻ là thành phố Berlin, còn các năm chẵn thì do các thành phố khác luân phiên tổ chức. Năm 2008, lễ trao giải được tổ chức ngày 6.12.2008 tại thành phố Copenhagen.

## Giải Phim châu Âu hay nhất (Phim trong năm)
- 1988 -  Krótki phim o zabijaniu (A Short Film About Killing) của Krzysztof Kieślowski
- 1989 - / Topio stin omichli (Landscape In The Mist) của Theo Angelopoulos
- 1990 -  Porte aperte (Open Doors) của Gianni Amelio
- 1991 -  Riff-Raff của Ken Loach
- 1992 -  Il ladro di bambini (Stolen Children) của Gianni Amelio
- 1993 -  Urga (Close To Eden) của Nikita Mikhalkov
- 1994 -  Lamerica của Gianni Amelio
- 1995 -  Land and Freedom của Ken Loach
- 1996 -  Breaking the Waves của Lars Von Trier
- 1997 -  The Full Monty của Peter Cattaneo
- 1998 -  La vita è bella (Life Is Beautiful) của Roberto Benigni
- 1999 -  Todo sobre mi madre (All About My Mother) của Pedro Almodóvar
- 2000 -  Dancer in the Dark của Lars Von Trier
- 2001 -  Amélie (Le fabuleux destin d'Amélie Poulain) của Jean-Pierre Jeunet
- 2002 -  Talk to Her (Hable con ella) của Pedro Almodóvar
- 2003 -  Good Bye Lenin! của Wolfgang Becker
- 2004 -  Head-On (Gegen die Wand) của Fatih Akın
- 2005 -  Hidden (Caché) của Michael Haneke
- 2006 -  The Lives of Others (Das Leben der Anderen) của Florian Henckel von Donnersmarck
- 2007 -  4 Months, 3 Weeks and 2 ngày (4 luni, 3 săptămâni şi 2 zile) của Cristian Mungiu
- 2008 -  Gomorrah của Matteo Garrone

## Giải đạo diễn châu Âu xuất sắc nhất
- 1988 -  Wim Wenders (Wings of Desire)
- 1989 -  Géza Bereményi (Eldorado)
- 2001 -  Jean-Pierre Jeunet (Amélie)
- 2002 -  Pedro Almodóvar (Talk to Her)
- 2003 -  Lars von Trier (Dogville)
- 2004 -  Alejandro Amenábar (The Sea Inside)
- 2005 -  Michael Haneke (Caché/Hidden)
- 2006 -  Pedro Almodóvar (Volver)
- 2007 -  Cristian Mungiu (4 Months, 3 Weeks and 2 Days)
- 2008 -  Matteo Garrone (Gomorrah)

## Giải nam diễn viên châu Âu xuất sắc nhất
- 1988 -  Max von Sydow (Pelle the Conqueror)
- 1989 -  Philippe Noiret (Nuovo Cinema Paradiso)
- 1990 -  Kenneth Branagh (Henry V)
- 1991 -  Michel Bouquet (Toto le heros)
- 1992 -  Matti Pellonpää (La vie de boheme)
- 1993 -  Daniel Auteuil (Un coeur en hiver)
- 1996 -  Ian McKellen (Richard III)
- 1997 -  Bob Hoskins (Twentyfourseven)
- 1998 -  Roberto Benigni (Life Is Beautiful)
- 1999 -  Ralph Fiennes (Sunshine)
- 2000 -  Sergi López (With a Friend Like Harry...)
- 2001 -  Ben Kingsley (Sexy Beast)
- 2002 -  Sergio Castellitto (Mostly Martha & My Mother's Smile)
- 2003 -  Daniel Brühl (Good Bye Lenin!)
- 2004 -  Javier Bardem (The Sea Inside)
- 2005 -  Daniel Auteuil (Caché/Hidden)
- 2006 -  Ulrich Mühe (The Lives of Others)
- 2007 -  Sasson Gabai (Hebrew Wikipedia Article) (The Band's Visit)[2]
- 2008 -  Toni Servillo (Il Divo & Gomorrah)

## Giải nữ diễn viên châu Âu xuất sắc nhất
- 1988 -  Carmen Maura (Mujeres al borde de un ataque de nervios)
- 1989 -  Ruth Sheen (High Hopes)
- 1990 -  Carmen Maura (¡Ay Carmela!)
- 1991 -  Clotilde Courau (Le petit criminel)
- 1992 -  Juliette Binoche (The Lovers on the Bridge)
- 1993 -  Maia Morgenstern (Balanta)
- 1996 -  Emily Watson (Breaking the Waves)
- 1997 -  Juliette Binoche (The English Patient)
- 1998 -  &  Elodie Bouchez & Natacha Regnier (The Dreamlife of Angels)
- 1999 -  Cecilia Roth (Todo sobre mi madre)
- 2000 -  Björk (Dancer in the Dark)
- 2001 -  Isabelle Huppert (La pianiste)
- 2002 -  Catherine Deneuve, Isabelle Huppert, Emmanuelle Béart, Fanny Ardant, Virginie Ledoyen, Danielle Darrieux, Ludivine Sagnier, Firmine Richard (8 femmes)
- 2003 -  Charlotte Rampling (Swimming Pool)
- 2004 -  Imelda Staunton (Vera Drake)
- 2005 -  Julia Jentsch (Sophie Scholl - The Final Days)
- 2006 -  Penélope Cruz (Volver)
- 2007 -  Helen Mirren (The Queen)
- 2008 -  Kristin Scott Thomas (I've Loved You So Long)

## Giải tác giả kịch bản châu Âu
- 1988 - Louis Malle (Au revoir, les enfants)
- 1989 - Maria Khmelik (Malenkaja Vera)
- 1990 - Vitaly Kanevsky (Zamri – Oumri – Voskresni)
- 1991 - Jaco van Dormael (Toto le Héros)
- 1992 - István Szabó (Sweet Emma, Dear Böbe)
- 1996 - Arif Aliev, Sergei Bodrov & Boris Giller (Prisoner of the Mountains)
- 1997 - Chris van der Stappen & Alain Berliner (Ma vie en rose)
- 1998 - Peter Howitt (Sliding doors)
- 1999 - István Szabó & Israel Horovitz (Sunshine)
- 2000 - Agnès Jaoui & Jean-Pierre Bacri (The Taste of Others)
- 2001 - Danis Tanovic (No Man’s Land)
- 2002 - Pedro Almodóvar (Talk to Her)
- 2003 - Bernd Lichtenberg (Good Bye Lenin!)
- 2004 - Agnès Jaoui & Jean-Pierre Bacri (Look at Me)
- 2005 - Hany Abu-Assad & Bero Beyer (Paradise Now)
- 2006 - Florian Henckel von Donnersmarck (The Lives of Others)
- 2007 - Fatih Akin (The Edge of Heaven)
- 2008 - Maurizio Braucci, Ugo Chiti, Gianni di Gregorio, Matteo Garrone, Massimo Gaudioso & Roberto Saviano (Gomorrah)

## Giải người viết nhạc phim châu Âu
- 1989 - Andrew Dickson (High Hopes)
- 1991 - Hilmar Örn Hilmarsson (Börn Natturunnar)
- 1992 - Vincent van Warmerdam (De Noorderlingen)
- 2004 - Bruno Coulais (Les Choristes)
- 2005 - Rupert Gregson-Williams & Andrea Guerra (Hotel Rwanda)
- 2006 - Alberto Iglesias (Volver)
- 2007 - Alexandre Desplat (The Queen)
- 2008 - Max Richter cho (Waltz with Bashir)

## Giải người biên tập phim châu Âu
- 1991 - Giancarla Simoncelli (Ultrà)
- 1992 - Nelly Quettier (Les Amants du Pont-Neuf)
- 2005 - Michael Hudecek & Nadine Muse (Caché/Hidden)

## Giải người quay phim châu Âu
- 1989 - Ulf Brantas & Jörgen Persson (Kvinnorna Pa Taket)
- 1990 - Tonino Nardi (Porte aperte)
- 1991 - Walther van den Ende (Toto le Héros)
- 1992 - Jean-Yves Escoffier (Les Amants du Pont-Neuf)
- 1997 - John Seale (The English Patient)
- 1998 - Adrian Biddle (The Butcher Boy)
- 1999 - Lajos Koltai (The Legend of 1900 & Sunshine)
- 2000 - Vittorio Storaro (Goya en Burdeos)
- 2001 - Bruno Delbonnel (Amélie)
- 2002 - Paweł Edelman (The Pianist)
- 2003 - Anthony Dod Mantle (Dogville & 28 ngày Later)
- 2004 -  Eduardo Serra (Girl With A Pearl Earring)
- 2005 - Franz Lustig (Don't Come Knocking)
- 2006 - Barry Ackroyd (The Wind that Shakes the Barley) & José Luis Alcaine (Volver)
- 2007 - Frank Griebe (Perfume: The Story of a Murderer)
- 2008 - Marco Onorato (Gomorrah)

## Giải khám phá mới (Discovery) - Giải Fassbinder
- 1988 - Pelle Hvenegaard (Pelle Erobreren)
- 1990 - Ennio Fantastichini (Porte aperte)
- 1997 - Bruno Dumot (La vie de Jésus)
- 1998 - Thomas Vinterberg (Festen) & Erick Zonca (The Dreamlife of Angels)
- 1999 - Tim Roth (The War Zone)
- 2000 - Laurent Cantet (Human Resources)
- 2001 - Achero Mañas (El Bola)
- 2002 - György Palfi (Hukkle)
- 2003 - Andrey Zvyagintsev (The Return)
- 2004 - Andrea Frazzi & Antonio Frazzi (Stolen Childhood)
- 2005 - Jakob Thuesen (Accused)
- 2006 - Gela Babluani (13 Tzameti)
- 2007 - Eran Kolirin (The Band's Visit)
- 2008 - Steve McQueen (Hunger)

## Giải Jameson do công chúng bầu chọn - Đạo diễn châu Âu xuất sắc nhất
- 1997 -  Peter Cattaneo (The Full Monty)
- 1998 -  Roland Emmerich (Godzilla)
- 1999 -  Pedro Almodóvar (Todo Sobre Mi Madre)
- 2000 -  Lars von Trier (Dancer in the Dark)
- 2001 -  Jean-Pierre Jeunet (Amélie)
- 2002 -  Pedro Almodóvar (Hable Con Ella)
- 2003 -  Wolfgang Becker (Good Bye Lenin!)
- 2004 -  Fatih Akin (Head-On)
- 2005 -  Marc Rothemund (Sophie Scholl - The Final Days)

## Giải Jameson do công chúng bầu chọn - Nam diễn viên châu Âu xuất sắc nhất
- 1997 -  Javier Bardem
- 1998 -  Antonio Banderas (The Mask of Zorro)
- 1999 -  Sean Connery (Entrapment)
- 2000 -  Ingvar E. Sigurdsson (Englar Alheimsins)
- 2001 -  Colin Firth (Bridget Jones's Diary)
- 2002 -  Javier Camara (Hable Con Ella)
- 2003 -  Daniel Brühl (Good Bye Lenin!)
- 2004 -  Daniel Brühl (Love in Thoughts)
- 2005 -  Orlando Bloom (Kingdom Of Heaven)

## Giải Jameson do công chúng bầu chọn - Nữ diễn viên châu Âu xuất sắc nhất
- 1997 -  Jodie Foster (Contact)
- 1998 -  Kate Winslet (Titanic)
- 1999 -  Catherine Zeta-Jones (Entrapment)
- 2000 -  Björk (Dancer in the Dark)
- 2001 -  Juliette Binoche (Chocolat)
- 2002 -  Kate Winslet (Iris)
- 2003 -  Katrin Sass (Good Bye Lenin!)
- 2004 -  Penélope Cruz (Don't Move)
- 2005 -  Julia Jentsch (Sophie Scholl - The Final Days)

## Giải do công chúng bầu chọn - Phim châu Âu hay nhất
- 2006 -  Volver
- 2007 -  La sconosciuta
- 2008 -  Harry Potter and the Order of the Phoenix

## Cống hiến của châu Âu cho Điện ảnh thế giới
- 1997 - Milos Forman (The People vs. Larry Flynt)
- 1998 - Stellan Skarsgård (Amistad & Good Will Hunting)
- 1999 - Antonio Banderas & Roman Polanski
- 2000 - Jean Reno & Roberto Benigni
- 2001 - Ewan McGregor
- 2002 - Victoria Abril
- 2003 - Carlo di Palma
- 2004 - Liv Ullmann
- 2005 - Maurice Jarre
- 2006 - Jeremy Thomas
- 2007 - Michael Ballhaus
- 2008 - Søren Kragh-Jacobsen, Kristian Levring, Lars von Trier & Thomas Vinterberg

## Phim ngoài châu Âu - Giải Screen International
- 1996 -  Dead Man
- 1997 -  Hana-Bi
- 1998 -  The Truman Show
- 1999 -  The Straight Story
- 2000 -  In the Mood for Love
- 2001 - / Moulin Rouge!
- 2002 -  Chronicle of a Disappearance
- 2003 -  Les invasions barbares
- 2004 -  2046
- 2005 -  Good Night, and Good Luck.

## Giải cống hiến trọn đời cho Điện ảnh
- 1988 - Ingmar Bergman & Marcello Mastroianni
- 1989 - Federico Fellini
- 1990 - Andrzej Wajda
- 1991 - Alexandre Trauner
- 1992 - Billy Wilder
- 1993 - Michelangelo Antonioni
- 1994 - Robert Bresson
- 1995 - Marcel Carne
- 1996 - Alec Guinness
- 1997 - Jeanne Moreau
- 1999 - Ennio Morricone
- 2000 - Richard Harris
- 2001 - Monty Python
- 2002 - Tonino Guerra
- 2003 - Claude Chabrol
- 2004 - Carlos Saura
- 2005 - Sean Connery
- 2006 - Roman Polański
- 2007 - Jean-Luc Godard
- 2008 - Judi Dench

## Các giải khác
- Giải cho đóng góp nghệ thuật (Award for an artistic contribution)
- Giải phê bình - Giải Fipresci (Critics Award - Prix Fipresci)
- Giải phim tài liệu - Giải Arte (Documentary - Prix Arte)
- Giải thiết kế sản xuất châu Âu (European Production Designer)
- Giải phim ngắn - Giải UIP (Short Film - Prix UIP)